# Della Rovere-család
A della Rovere itáliai nemesi család, amely eredetileg a liguriai Savonából származott. Neve mindenekelőtt az Urbinói hercegség és a pápai állam eseményeihez fűződik.

## Története

### Eredete
A dinasztia nemessége, bár a tagok kezdetben szerény származásúak voltak, a vinovói grófok homonim torinói nemzetségére vezethető vissza (Piemontban a nemzetség neve a helyi nyelvben Dla Rol néven volt ismert), akiknek kék kabátjuk volt. s címerpajzsukat aranytölggyel ékesítették.

### IV. Szixtusz pápa

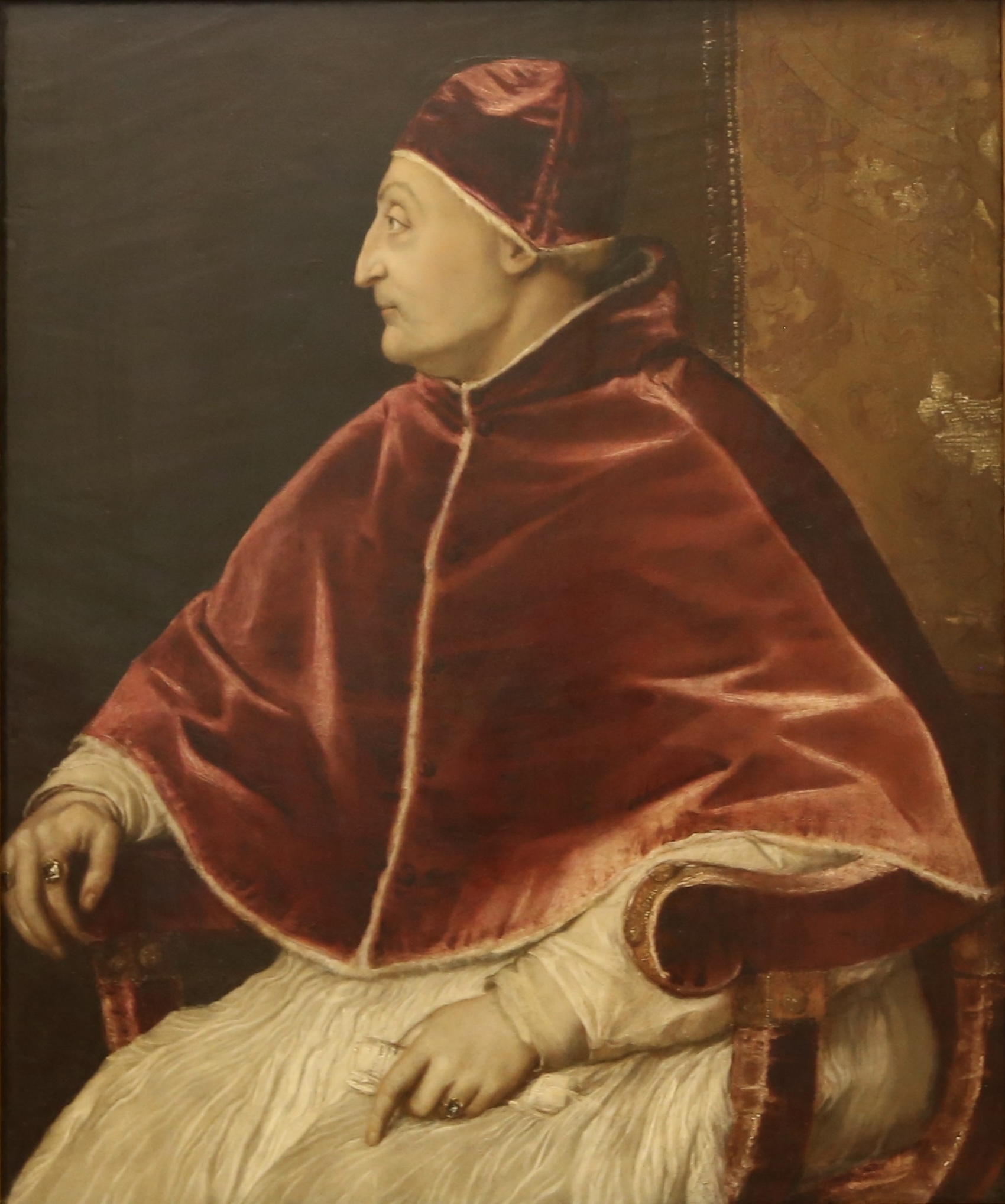
IV. Szixtusz pápa

A leszármazási vonal első kiemelkedő alakja Francesco (1414–1484) volt, aki 1471-ben lett pápa IV. Szixtusz néven. A pápai trónra való megválasztásból származó kiváltságoknak köszönhetően a család fontos egyházi és polgári tisztségeket töltött be, és az egyház vezetői voltak. Egy másik nagy pápa, aki a családhoz tartozott II. Gyula volt.
1508-tól a család megszerezte az Urbinói hercegséget és 1513-ban Pesaro városát. Guidobaldo da Montefeltro hercegnek nem volt fiúutóda, így örökbe fogadta unokaöccsét, I. Francesco Maria della Roverét, nővére, Giovanna és Giovanni della Rovere fiát, Senigallia urát, IV. Szixtusz rokonát. Francesco Maria és felesége, Eleonora Gonzaga megalapították a Montefeltro della Rovere dinasztikus vonalat, amely 1631-ben kihalt Urbino utolsó hercegének, II. Francesco Mariának és unokájának, Vittoria Toszkána nagyhercegnőjének halálával, aki 1694-ben örökölte, de nem a hercegség, hanem a pápai állam keretében. A Della Rovere-család jelképét, a tölgyet a Montefeltrók babérral kombinálták az új hercegi címerben.
1625-ben II. Francesco Maria VIII. Orbán pápa nyomására átengedte a hercegséget egy egyházi kormányzónak. Vittoria della Rovere és II. Ferdinánd toszkánai nagyherceg házasságát követően a család vagyona Firenzébe került, a gazdag könyvörökség pedig a Vatikáni Apostoli Könyvtárba. Gian Gastone nagyherceg (1671–1737) és nővére, Anna Maria Luisa (1667–1743) voltak az utolsó leszármazottai ebből a házasságból.
Lucrezia, Urbino utolsó hercegnője, Livia della Rovere húga, Ippolito és Isabella Vitelli lánya 1609-ben feleségül ment a pisai származású Marcantonio Lante (1566–1643) arisztokratához, Castelleone di Suasa és San Lorenzo in Campo márkijához. Rokonságukból jött létre a Lante Montefeltro della Rovere ága, amely ma is létezik.
A Sixtus-kápolnát IV. Szixtusz pápa tiszteletére nevezték el, majd II. Gyula (az előző unokája) utasítására freskókkal díszítették a kor legjelentősebb művészei, köztük Michelangelo, Perugino, Botticelli, Ghirlandaio, Pinturicchio, Luca Signorelli, Biagio d'Antonio és mások.

### Ligur ág
A 18. századig virágzott a család ligur vonala is, amelynek utolsó jelentős képviselője Francesco Maria Della Rovere, a Genovai Köztársaság dózséja volt 1765 és 1767 között.

## Urbino hercegei (1508–1516, 1521–1625)
| Neve, címere        | Arcképe | Születése és halála éve | Uralkodása                                     | Uralkodása                                   | Házassága(i)                                                                | Megjegyzés |
| Neve, címere        | Arcképe | Születése és halála éve | kezdete                                        | vége                                         | Házassága(i)                                                                | Megjegyzés |
| ------------------- | ------- | ----------------------- | ---------------------------------------------- | -------------------------------------------- | --------------------------------------------------------------------------- | --- |
| Francesco Maria     |         | *1490–†1538             | (I) 1508. április 11. (II) 1521 vége           | (I) 1516 (II) 1538. október 20.              | Eleonora Gonzaga két fia és három leánya                                    | Lemondott II. Lorenzo de’ Medici javára, de 1517-ben megkísérelte visszaszerezni Urbinót. Csak X. Leó pápa halála után sikerült visszaülnie a trónra. |
| II. Guidobaldo      |         | *1514–†1574             | 1538. október 20.                              | 1574. szeptember 28.                         | (I) Giulia da Varano egy leánya (II) Vittoria Farnese egy fia és két leánya | Francesco Maria fia |
| II. Francesco Maria |         | *1549–†1631             | (I) 1574. szeptember 28. (II) 1623. június 28. | (I) 1621. november 3. (II) 1631. április 21. | (I) Lucrezia d'Este (II) Livia della Rovere egy fia                         | II. Guidobaldo fia, saját fia javára lemondott Fia váratlan halála után újra visszakerült a hatalomba                                                 |
| Federico Ubaldo     |         | *1605–†1623             | 1621. november 3.                              | 1623. június 28.                             | Medici Klaudia tiroli grófné egy leánya                                     | Francesco Maria fia |

1625-től már a Pápai Állam irányítása alatt álló hercegség az utolsó herceg halálával eltűnik a határain belül. A Della Rovere művészeti gyűjtemények az utolsó leszármazott Viktóriához, II. Ferdinánd toszkánai nagyherceg özvegyéhez, majd nagyrészt Firenzébe kerültek.

## Képgaléria

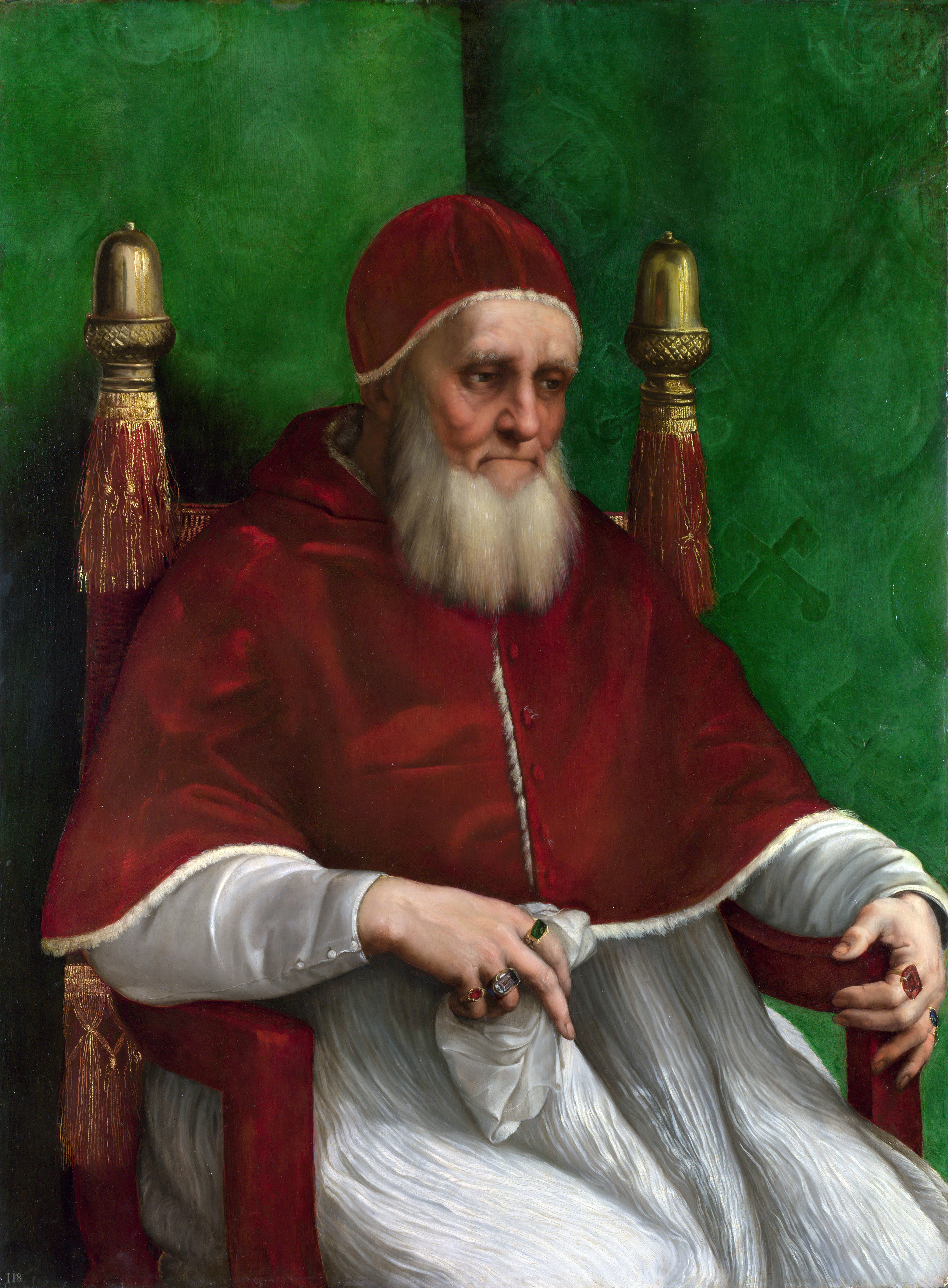
II. Gyula pápa
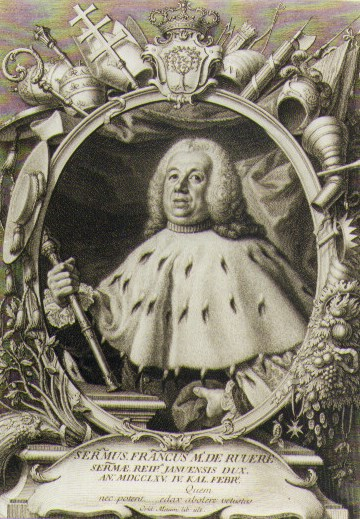
Francesco Maria della Rovere genovai dózse
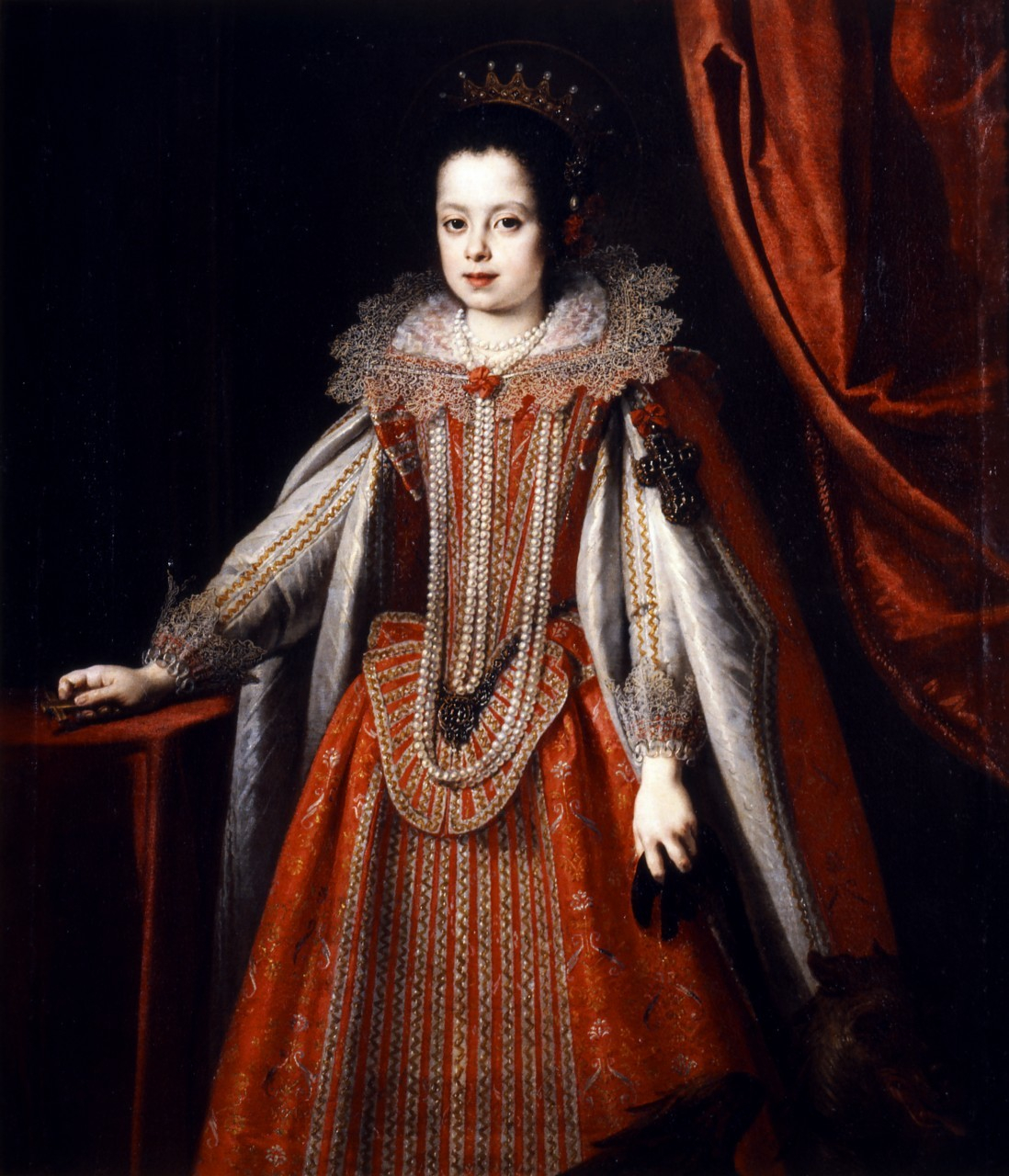
A főág utolsó tagja, Viktória
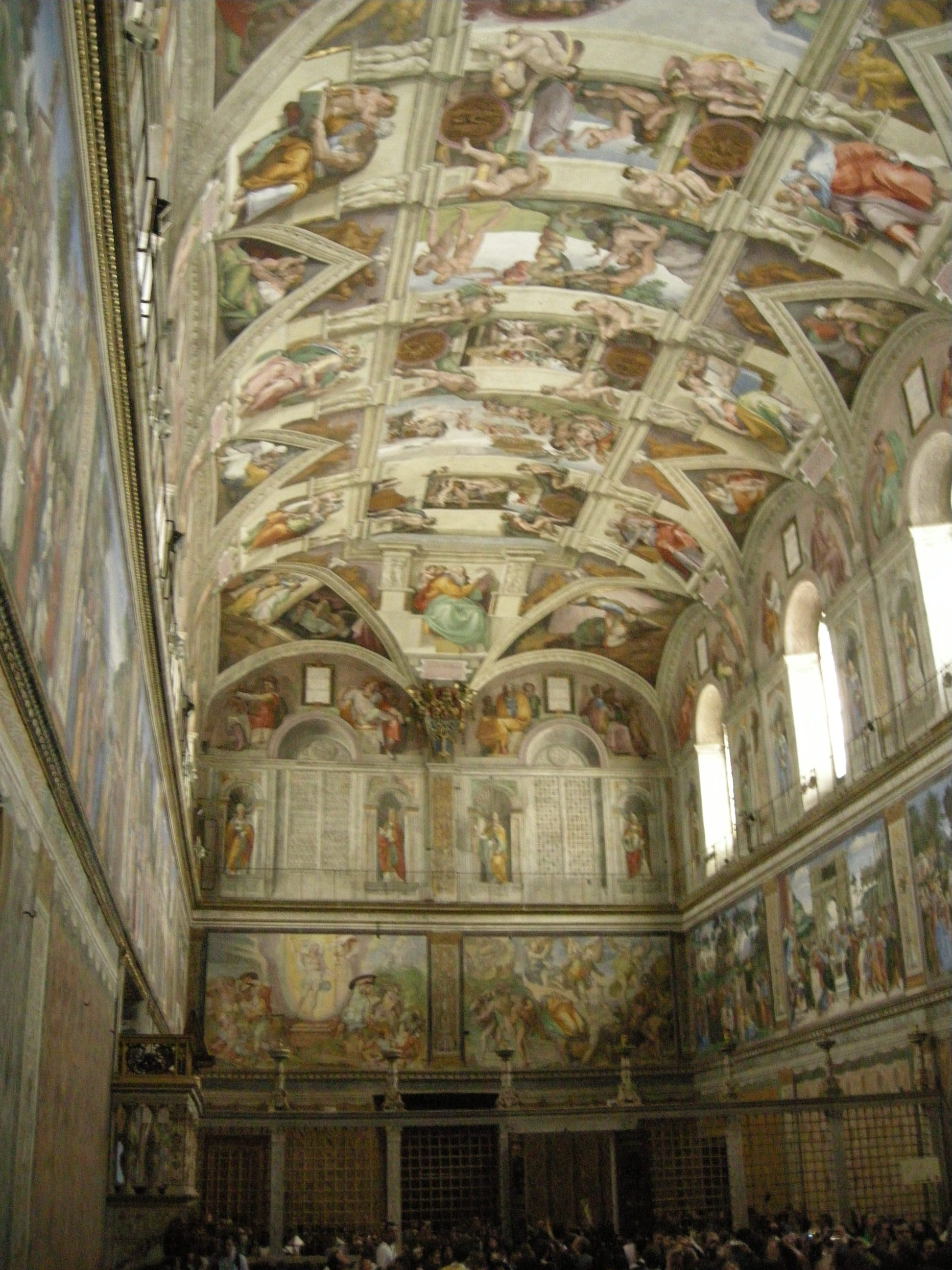
A Sixtus-kápolna, amely IV. Szixtusz pápa nevét viseli

## Fordítás
- Ez a szócikk részben vagy egészben  a   Della Rovere című olasz Wikipédia-szócikk ezen változatának fordításán alapul.  Az eredeti cikk szerkesztőit annak laptörténete sorolja fel. Ez a jelzés csupán a megfogalmazás eredetét és a szerzői jogokat jelzi, nem szolgál a cikkben szereplő információk forrásmegjelöléseként.